# ویولتا
ویولتا (اسپانیایی: Violetta‎) یک تله‌نوولا آرژانتینی است که در سال ۲۰۱۲ میلادی منتشر شد.

## بازیگران
- مارتینا استوسل
- لودوویکا کوملو
- دیه‌گو راموس
- پابلو اسپینوسا
- خورخه بلانکو
- دیه‌گو دومینگس
- مرسدس لامبره
- کلارا آلونسو
- ساموئل ناسیمنتو
- والریا بارونی
- روجرو پاسکوارلی
- کاندلاریا مولفسه
- اِسِـکیـِل رودریگس
- فاکوندو گامبانده
- آلبرتو فرناندس دِ رُزا
- لوسیا خیل
- فلورنسیا اورتیس
- آلبا ریکو